# Leandro Gioda
Leandro Andrés Gioda (ur. 1 października 1984 w Pérez) – argentyński piłkarz, pomocnik, zawodnik Independiente. W sezonie 2009/10, wypożyczony został do hiszpańskiego Xerez CD.